# ناصر البحري
ناصر البحري (1972 – 26 ديسمبر 2015)، وكنيته أبو جندل، كان عضوًا في تنظيم القاعدة في أفغانستان من 1996 إلى 2000، ورافق أسامة بن لادن منذ عام 1998، وذكر ذلك بالتفصيل في مذكراته. حيث كان حارسًا شخصيًا لأسامة بن لادن، ثم أصبح المسؤول الأول عن أمنه الشخصي، وهو مواطن يمني ولد في المملكة العربية السعودية، ثم قرر الذهاب للجهاد فذهب أولًا إلى البوسنة، ثم إلى الصومال، ثم إلى أفغانستان في عام 1996 على أمل الانضمام إلى تنظيم القاعدة، تزوج هناك وأصبح أبًا. عاد إلى اليمن في عام 2000، واعتُقِلَ هناك من قبل السلطات اليمنية وسُجِنَ لمدة عامين دون محاكمة، ثم تم الإفراج عنه بشرط أن يعلن أنه قد غيَّر أفكاره ومعتقداته، وأن يُقنع الشباب بعدم الذهاب للجهاد.
في سبتمبر 2009 أجرى مقابلة مع ميشيل شيبرد من صحيفة تورونتو ستار، وذكر البحري أنه لم يعد عضوا في تنظيم القاعدة، ولكنه ما زال مؤيدًا له ولمعتقداته.
ناصر البحري وسالم أحمد حمدان كانا موضوع الفيلم الوثائقي القسم (2010) الحائز على عدة جوائز.

## وفاته
توفي البحري بمرض نادر غير معروف في اليمن في مدينة المكلا في 26 ديسمبر 2015.